# 金子将太
金子 将太（かねこ しょうた、1996年8月12日 - ）は、群馬県桐生市出身の元プロ野球選手（外野手）。左投左打。NPBでは育成選手であった。

## 経歴

### プロ入り前
桐生市立広沢中学校時代には投手だったが、群馬県立大間々高等学校2年生の時に野手へ転向した。在学中には、春夏とも阪神甲子園球場の全国大会へ出場できなかったものの、対外試合で通算35本塁打を記録。そのうち10本を、木製のバットで放っていた。
2014年のドラフト会議で、福岡ソフトバンクホークスから育成6巡目で指名。支度金270万円、年俸300万円（金額は推定）の条件提示で入団した。

### ソフトバンク時代
2015年には、ウエスタン・リーグ公式戦2試合に出場したが、2打数無安打1三振という成績でシーズンを終えた。
2016年には、ウエスタン・リーグ公式戦3試合に出場。通算6打席で打率.200（5打数1安打）を記録したが、支配下登録選手への移行や一軍への昇格に至らないまま、10月22日に球団から戦力外通告を受けた。10月31日付で、NPBから自由契約選手として公示。

### BCリーグ時代
2016年12月2日に、地元球団であるBCリーグの栃木ゴールデンブレーブスへ入団することが発表された。翌2017年からリーグへ参加する栃木の1期生に当たるが、金子によれば、NPBへの復帰に向けた入団という。
2017年11月15日、12球団合同トライアウトに参加。
2018年6月2日に、栃木と同じBCリーグの富山GRNサンダーバーズへ移籍することが発表された。
2019年10月10日、球団から退団が発表され現役を引退。

## 選手としての特徴・人物
高校生時代で50メートル走のタイムは5秒7。柳田悠岐を目標としている。

## 詳細情報

### 年度別打撃成績
- 一軍公式戦出場なし

### 独立リーグでの打撃成績
| 年 度     | 球 団     | 試 合 | 打 数 | 得 点 | 安 打 | 二 塁 打 | 三 塁 打 | 本 塁 打 | 塁 打 | 打 点 | 三 振 | 四 球 | 死 球 | 犠 打 | 犠 飛 | 盗 塁 | 失 策 | 併 殺 打 | 打 率 | 出 塁 率 | 長 打 率 | O P S |
| --------- | --------- | ----- | ----- | ----- | ----- | -------- | -------- | -------- | ----- | ----- | ----- | ----- | ----- | ----- | ----- | ----- | ----- | -------- | ----- | -------- | -------- | ----- |
| 2017      | 栃木      | 45    | 119   | 8     | 28    | 1        | 1        | 0        | 31    | 12    | 20    | 5     | 0     | 4     | 2     | 2     | 2     | 3        | .235  | .262     | .261     | .522  |
| 2018      | 栃木      | 14    | 22    | 2     | 5     | 0        | 1        | 0        | 7     | 2     | 3     | 0     | 0     | 1     | 0     | 0     | 0     | 0        | .227  | .227     | .318     | .545  |
| 2018      | 富山      | 34    | 111   | 13    | 25    | 4        | 0        | 0        | 29    | 16    | 13    | 3     | 0     | 2     | 3     | 0     | 0     | 2        | .225  | .246     | .261     | .507  |
| '18計     | 富山      | 48    | 133   | 15    | 30    | 4        | 1        | 0        | 36    | 18    | 16    | 3     | 0     | 3     | 3     | 0     | 0     | 2        | .226  | .237     | .271     | .508  |
| 2019      | 富山      | 67    | 249   | 33    | 77    | 13       | 1        | 0        | 92    | 39    | 28    | 11    | 1     | 10    | 3     | 3     | 1     | 7        | .309  | .337     | .369     | .707  |
| 通算：3年 | 通算：3年 | 160   | 501   | 56    | 135   | 18       | 3        | 0        | 159   | 69    | 64    | 19    | 1     | 17    | 8     | 5     | 3     | 12       | .269  | .293     | .317     | .610  |

### 背番号
- 134 （2015年 - 2016年）
- 24 （2017年 - 2018年途中）
- 23 （2018年途中 - 2019年）